# Gamid Agalarov
Gamid Ruslanovich Agalarov (en ruso: Гамид Русланович Агаларов; Majachkalá, Rusia, 16 de julio de 2000) es un futbolista ruso que juega en la posición de delantero en el F. C. Dynamo Majachkalá.

## Clubes
| Club                            | País  | Año       |
| ------------------------------- | ----- | --------- |
| F. C. Anzhi-2 Makhachkala       | Rusia | 2017-2018 |
| F. K. Anzhí Majachkalá          | Rusia | 2018-2019 |
| F. C. Ufa                       | Rusia | 2020-2022 |
| F. C. Volgar Astrakhan (cedido) | Rusia | 2021      |
| Ajmat Grozni                    | Rusia | 2022-2024 |
| F. C. Dynamo Majachkalá         | Rusia | 2024-     |